# Stroguino (métro de Moscou)
Stroguino (en russe : Строгино́ et en anglais : Strogino) est une station de la ligne Arbatsko-Pokrovskaïa (ligne 3 bleue) du métro de Moscou. Elle est située sur le territoire du raïon Stroguino dans le district administratif nord-ouest de Moscou.

## Situation sur le réseau
Établie en souterrain, à 8 mètres sous le niveau du sol, la station Stroguino est située au point 223+88 de la ligne Arbatsko-Pokrovskaïa (ligne 3 bleue), entre les stations Krylatskoïe (en direction de Chtchiolkovskaïa), et  Miakinino (en direction de Piatnitskoïe chosse).
En direction de Krylatskoïe, la ligne passe par la future station de Troitse-Lykovo, et en direction de Miakinino elle dispose d'une jonction entre les deux tunnels et de deux voies de garage en impasses.

## Histoire
La station est ouverte depuis le 7 janvier 2008 et a reçu le nom de Stroguino, un quartier de Moscou. C'est la 175e station du métro.